# Mitsuhide Iwaki
Mitsuhide Iwaki (岩城 光英, Iwaki Mitsuhide), né le 4 décembre 1949 à Iwaki (préfecture de Fukushima), est un homme politique japonais. Membre du Parti libéral-démocrate, il est ministre de la Justice entre 2015 et 2016 dans le gouvernement Abe III.